# Roberto Moreno (játékvezető)
Roberto Moreno (Colón, 1970. április 3. –) panamai nemzetközi labdarúgó-játékvezető.

## Pályafutása

### Nemzeti játékvezetés
1989-ben lett országos, 1993-ban I. Ligás profi játékvezető.

### Nemzetközi játékvezetés
A Panamai labdarúgó-szövetség Játékvezető Bizottsága (JB) terjesztette fel nemzetközi játékvezetőnek, a Nemzetközi Labdarúgó-szövetség (FIFA) 1996-tól tartotta nyilván bírói keretében. Több nemzetek közötti válogatott és klubmérkőzést vezetett, vagy működő társának 4. bíróként segített.

#### Világbajnokság
A világbajnoki döntőhöz vezető úton Németországba a XVIII., a 2006-os labdarúgó-világbajnokságra és Dél-Afrikába a XIX., a 2010-es labdarúgó-világbajnokságra a FIFA JB bíróként alkalmazta. Selejtező mérkőzéseket a CONCACAF zónában vezet.

##### 2006-os labdarúgó-világbajnokság

###### Selejtező mérkőzés
| Időpont           | Helyszín                                          | Mérkőzés típusa           | Mérkőzés                                 | Eredmény | Nézők száma |
| ----------------- | ------------------------------------------------- | ------------------------- | ---------------------------------------- | -------- | ----------- |
| 2004. február 28. | Guillermo Prospero Trinidad Stadion, Oranjestad   | első kör                  | Aruba–Suriname                           | 1 : 2    | 2 108       |
| 2004. június 13.  | Olimpiai Stadion, Juan Pablo Duarte Santo Domingo | első kör                  | Dominikai Köztársaság–Trinidad és Tobago | 0 : 2    | 2 500       |
| 2004. október 13. | Orange Bowl Stadion, Miami                        | előselejtező (3. csoport) | Saint Kitts és Nevis–Mexikó              | 0 : 5    | 18 312      |

##### 2010-es labdarúgó-világbajnokság
2008-ban a FIFA JB bejelentette, hogy a Dél-afrikai labdarúgó-világbajnokságra a lehetséges játékvezetők átmeneti listájára jelölte. Eredményes teszteket végzett, de a FIFA JB nem jelölte a 38-as listára.

###### Selejtező mérkőzés
| Időpont              | Helyszín                                       | Mérkőzés típusa     | Mérkőzés                             | Eredmény | Nézők száma |
| -------------------- | ---------------------------------------------- | ------------------- | ------------------------------------ | -------- | ----------- |
| 2008. március 26.    | Thomas Robinson Stadion, Nassau                | 1. kör (2. csoport) | Bahama-szigetek–Brit Virgin-szigetek | 1 : 1    | 450         |
| 2008. június 17.     | Sir Vivian Richards Stadion, St. John's        | 2. kör (D. csoport) | Antigua és Barbuda–Kuba              | 3 : 4    | 4 500       |
| 2008. június 22.     | Kensington Oval Stadion, Bridgetown            | 2. kör (A. csoport) | Barbados–Amerika                     | 0 : 1    | 2 000       |
| 2008. szeptember 6.  | Hasely Crawford Stadion, Port of Spain         | 3. kör (1. csoport) | Trinidad és Tobago–Guatemala         | 1 : 1    | 9 500       |
| 2008. szeptember 10. | Metropolitano Stadion, San Pedro Sula          | 3. kör (2. csoport) | Honduras–Jamaica                     | 2 : 0    | 39 000      |
| 2008. október 11.    | Robert F. Kennedy Memorial Stadion, Washington | 3. kör (1. csoport) | Amerika–Kuba                         | 6 : 1    | 20 249      |
| 2009. április 1.     | LP Field Stadion, Nashville                    | döntő csoport       | Amerika–Trinidad és Tobago           | 3 : 0    | 27 959      |
| 2009. augusztus 12.  | Azték Stadion, Mexikóváros                     | döntő csoport       | Mexikó–Amerika                       | 2 : 1    | 104 499     |
| 2009. október 10.    | Metropolitano Stadion, San Pedro Sula          | döntő csoport       | Honduras–Amerika                     | 2 : 3    | 37 000      |

##### 2014-es labdarúgó-világbajnokság
2012-ben a FIFA JB bejelentette, hogy Brazíliába a XX., a 2014-es labdarúgó-világbajnokságra a lehetséges játékvezetők 52-es átmeneti listájára jelölte. A FIFA JB a CONCACAF-zóna játékvezetőinek tartalékának jelölte.

###### Selejtező mérkőzés
| Időpont             | Helyszín                                               | Mérkőzés típusa                      | Mérkőzés          | Eredmény | Nézők száma |
| ------------------- | ------------------------------------------------------ | ------------------------------------ | ----------------- | -------- | ----------- |
| 2011. november 14.  | Nemzeti Stadion, Devonshire Parish                     | 2. kör (B. csoport)                  | Barbados–Bermuda  | 1 : 2    | 1000        |
| 2012. június 8.     | Independence Park Stadion, Kingston                    | 3. kör (A. csoport)                  | Jamaica–Guatemala | 2 : 1    | 14 000      |
| 2012. szeptember 7. | Nacional de Costa Rica Stadion, San José de Costa Rica | előselejtező (3. forduló; B csoport) | Costa Rica–Mexico | 0 – 2    | 32 500      |
| 2012. október 16.   | Livestrong Sporting Park Stadion, Kansas City          | előselejtező (3. forduló; A csoport) | Amerika–Guatemala | 3 – 1    | 16 947      |
| 2013. június 7.     | Independence Park Stadion, Kingston                    | előselejtező (4. forduló)            | Jamaica–Amerika   | 1 – 2    | 12 130      |
| 2013. szeptember 6. | Estadio Azteca, Mexikóváros                            | előselejtező (4. forduló)            | Mexikó–Honduras   | 1 – 2    | 73 981      |

##### U20-as labdarúgó-világbajnokság
Törökország rendezte a 19., a 2013-as U20-as labdarúgó-világbajnokságot, ahol a FIFA JB bírói szolgálatra alkalmazta.
| Időpont          | Helyszín                            | Mérkőzés típusa              | Mérkőzés         | Eredmény | Nézők száma |
| ---------------- | ----------------------------------- | ---------------------------- | ---------------- | -------- | ----------- |
| 2013. június 25. | Kamil Ocak Stadion, Gaziantep       | csoportmérkőzés (D. csoport) | Mali–Görögország | 0 – 0    | 1200        |
| 2013. július 3.  | Akdeniz University Stadion, Antalya | egyik nyolcaddöntő           | Irak–Paraguay    | 1 – 0    | 2983        |

#### Arany Kupa
Az Egyesült Államok volt a házigazdája a 6., a 2002-es CONCACAF-aranykupa, a 8., a 2005-ös CONCACAF-aranykupa, a 9., a 2007-es CONCACAF-aranykupa, a 10., a 2009-es CONCACAF-aranykupa, valamint a 11., a 2011-es CONCACAF-aranykupa tornának, ahol a CONCACAF JB játékvezetői szolgálattal bízta meg.

##### 2002-es CONCACAF-aranykupa

###### Bajnoki mérkőzések
| Időpont          | Helyszín                   | Mérkőzés típusa              | Mérkőzés     | Eredmény | Nézők száma |
| ---------------- | -------------------------- | ---------------------------- | ------------ | -------- | ----------- |
| 2002. január 18. | Orange Bowl Stadion, Miami | csoportmérkőzés (D. csoport) | Kanada–Haiti | 2 : 0    | 14 508      |

##### 2005-ös CONCACAF-aranykupa

###### Selejtező mérkőzés
| Időpont           | Helyszín                                    | Mérkőzés típusa           | Mérkőzés           | Eredmény |
| ----------------- | ------------------------------------------- | ------------------------- | ------------------ | -------- |
| 2005. február 19. | Olímpico Metropolitano Stadion, Tegucigalpa | előselejtező (1. forduló) | Honduras–Nicaragua | 5 – 1    |
| 2005. február 23. | GSP Stadion, Nicosia                        | előselejtező (1. forduló) | Guatemala–Honduras | 1 – 1    |

###### Bajnoki mérkőzések
| Időpont          | Helyszín                     | Mérkőzés típusa              | Mérkőzés    | Eredmény | Nézők száma |
| ---------------- | ---------------------------- | ---------------------------- | ----------- | -------- | ----------- |
| 2005. július 12. | Gillette Stadion, Foxborough | csoportmérkőzés (B. csoport) | Kanada–Kuba | 2 : 1    | 15 211      |

##### 2007-es CONCACAF-aranykupa

###### Selejtező mérkőzés
| Időpont          | Helyszín                               | Mérkőzés típusa              | Mérkőzés                      | Eredmény |
| ---------------- | -------------------------------------- | ---------------------------- | ----------------------------- | -------- |
| 2007. január 12. | Hasely Crawford Stadion, Port of Spain | előselejtező (döntő csoport) | Trinidad és Tobago–Barbados   | 1 – 1    |
| 2007. január 15. | Hasely Crawford, Port of Spain         | előselejtező (döntő csoport) | Trinidad és Tobago–Martinique | 5 – 1    |

###### Bajnoki mérkőzések
| Időpont          | Helyszín                       | Mérkőzés típusa              | Mérkőzés                   | Eredmény | Nézők száma |
| ---------------- | ------------------------------ | ---------------------------- | -------------------------- | -------- | ----------- |
| 2007. június 9.  | Home Depot Stadion, Carson     | csoportmérkőzés (B. csoport) | Trinidad és Tobago–Amerika | 0 : 2    | 27 000      |
| 2007. június 21. | Soldier Field Stadion, Chicago | egyik elődöntő               | Mexikó–Guadeloupe          | 1 : 0    | 50 760      |

##### 2009-es CONCACAF-aranykupa

###### Selejtező mérkőzés
| Időpont            | Helyszín                                    | Mérkőzés típusa              | Mérkőzés                   | Eredmény |
| ------------------ | ------------------------------------------- | ---------------------------- | -------------------------- | -------- |
| 2008. december 7.  | Olímpico Metropolitano Stadion, Tegucigalpa | előselejtező (döntő csoport) | Honduras–Belize            | 1 – 1    |
| 2008. december 11. | GSP Stadion, Nicosia                        | előselejtező (döntő csoport) | Costa Rica–Salvador        | 2 – 2    |
| 2009. január 22.   | Függetlenségi Park Stadion, Kingston        | előselejtező (döntő csoport) | Jamaica–Trinidad és Tobago | 2 – 1    |
| 2009. január 30.   | Panamericano Stadion, Havanna               | előselejtező (döntő csoport) | Kuba–Grenada               | 1 – 0    |

###### Bajnoki mérkőzések
| Időpont          | Helyszín                                       | Mérkőzés típusa              | Mérkőzés          | Eredmény | Nézők száma |
| ---------------- | ---------------------------------------------- | ---------------------------- | ----------------- | -------- | ----------- |
| 2009. július 8.  | Robert F. Kennedy Memorial Stadion, Washington | csoportmérkőzés (B. csoport) | Haiti–Grenada     | 2 : 0    | 26 079      |
| 2009. július 23. | Soldier Field Stadion, Chicago                 | egyik elődöntő               | Costa Rica–Mexikó | 1 : 1    | 55 173      |

##### 2011-es CONCACAF-aranykupa

###### Selejtező mérkőzés
| Időpont          | Helyszín                                      | Mérkőzés típusa              | Mérkőzés             | Eredmény |
| ---------------- | --------------------------------------------- | ---------------------------- | -------------------- | -------- |
| 2011. január 16. | Nacional Mateo Flores Stadion, Guatemalaváros | előselejtező/csoportmérkőzés | Guatemala–Costa Rica | 0 – 2    |

###### Bajnoki mérkőzések
| Időpont          | Helyszín                                 | Mérkőzés típusa              | Mérkőzés            | Eredmény | Nézők száma |
| ---------------- | ---------------------------------------- | ---------------------------- | ------------------- | -------- | ----------- |
| 2011. június 5.  | Cowboys Stadion, Arlington               | csoportmérkőzés (A. csoport) | Costa Rica–Kuba     | 5 : 0    | 21 000      |
| 2011. június 12. | Soldier Field, Chicago                   | csoportmérkőzés (A. csoport) | Mexikó–Costa Rica   | 4 : 1    | 62 000      |
| 2011. június 18. | New Meadowlands Stadion, East Rutherford | egyik negyeddöntő            | Costa Rica–Honduras | 1 : 1    | 78 807      |

##### 2013-as CONCACAF-aranykupa

###### Selejtező mérkőzés
| Időpont          | Helyszín                   | Mérkőzés típusa              | Mérkőzés             | Eredmény |
| ---------------- | -------------------------- | ---------------------------- | -------------------- | -------- |
| 2013. január 20. | Cowboys Stadion, Arlington | előselejtező/csoportmérkőzés | Costa Rica–Nicaragua | 2 – 0    |

#### Karibi kupa
A karibi nemzetek kupája döntőjéhez vezető úton Trinidad és Tobagóba a XIV., a 2007-es karibi kupára és Jamaicába a XV., a 2008-as karibi kupára a CONCACAF JB bíróként alkalmazta.

##### 2007-es karibi kupa
| Időpont          | Helyszín                               | Mérkőzés típusa                      | Mérkőzés                      | Eredmény | Nézők száma |
| ---------------- | -------------------------------------- | ------------------------------------ | ----------------------------- | -------- | ----------- |
| 2007. január 12. | Hasely Crawford Stadion, Port-of-Spain | előselejtező (Sedley Joseph csoport) | Trinidad és Tobago–Barbados   | 1 : 1    | 8 000       |
| 2007. január 15. | Hasely Crawford Stadion, Port-of-Spain | előselejtező (Sedley Joseph csoport) | Trinidad és Tobago–Martinique | 5 : 1    |             |
| 2007. január 20. | Hasely Crawford Stadion, Port-of-Spain | egyik elődöntő                       | Guadeloupe–Haiti              | 1 : 3    |             |
| 2007. január 23. | Hasely Crawford Stadion, Port-of-Spain | döntő                                | Trinidad és Tobago–Haiti      | 1 : 2    |             |

##### 2008-as karibi kupa

###### Bajnoki mérkőzések
| Időpont            | Helyszín                            | Mérkőzés típusa        | Mérkőzés                   | Eredmény |
| ------------------ | ----------------------------------- | ---------------------- | -------------------------- | -------- |
| 2008. december 5.  | Jarrett Park Stadion, Montego Bay   | selejtező (J. csoport) | Jamaica–Grenada            | 4 : 0    |
| 2008. december 7.  | Greenfield Stadion, Trelawny        | selejtező (J. csoport) | Jamaica–Trinidad és Tobago | 1 : 1    |
| 2008. december 11. | Independence Park Stadion, Kingston | egyik elődöntő         | Kuba–Grenada               | 2 : 2    |

#### Olimpia
Kína fővárosa, Peking adott otthont a XXIX., a 2008. évi nyári olimpiai játékok labdarúgó tornájának, ahol a FIFA JB bíróként alkalmazta.
| Időpont             | Helyszín                | Mérkőzés típusa              | Mérkőzés                 | Eredmény | Nézők száma |
| ------------------- | ----------------------- | ---------------------------- | ------------------------ | -------- | ----------- |
| 2008. augusztus 10. | Városi Stadion, Sanghaj | csoportmérkőzés (A. csoport) | Szerbia–Elefántcsontpart | 2 : 4    | 38 320      |

#### Nemzetközi kupamérkőzések
Vezetett Kupa-döntők száma: 1.

##### FIFA-klubvilágbajnokság
| Időpont            | Helyszín                        | Mérkőzés típusa | Mérkőzés                                                | Eredmény | Nézők száma |
| ------------------ | ------------------------------- | --------------- | ------------------------------------------------------- | -------- | ----------- |
| 2010. december 15. | Sheikh Zayed Stadion, Abu-Dzabi | egyik elődöntő  | Seongnam Ilhwa Chunma (japán) –FC Internazionale Milano | 0 – 3    | 35 995      |

##### CONCACAF Bajnokcsapatok Ligája
| Időpont           | Helyszín                 | Mérkőzés típusa     | Mérkőzés                                | Eredmény | Nézők száma |
| ----------------- | ------------------------ | ------------------- | --------------------------------------- | -------- | ----------- |
| 2011. április 27. | Rio Tinto Stadion, Sandy | döntő (2. mérkőzés) | Real Salt Lake (amerikai) –CF Monterrey | 0 – 1    | 20 738      |